# Политические партии Румынии
Согласно Конституции Румынии в румынском обществе признаётся политический плюрализм, который является «условием и гарантией конституционной демократии».
Политические партии, согласно Конституции Румынии, «создаются и осуществляют свою деятельность в соответствии с законом. Они способствуют определению и выражению политической воли граждан, уважая национальный суверенитет, территориальную целостность, верховенство права и принципы демократии».
Партии или организации, выступающие против политического плюрализма, принципов суверенитета или верховенства права, территориальной целостности или независимости Румынии являются неконституционными.

## Политические партии
| Цвет | Название партии                                          | Сокращение | Идеология | Лидер партии                 |                              |
| ---- | -------------------------------------------------------- | ---------- | --- | ---------------------------- | ---------------------------- |
|      | Национальная либеральная партия                          | НЛП        | зонтичная партия, румынский национализм, либеральный консерватизм, христианская демократия, проевропеизм, евроатлантизм                                                        | Кэтэлин Предою               |                              |
|      | Союз спасения Румынии                                    | ССР        | зонтичная партия, социальный либерализм, прогрессивизм, экономический либерализм, проевропеизм                                                                                 | Доминик Фриц                 |                              |
|      | Демократический союз венгров Румынии                     | ДСВР       | интересы венгерского меньшинства, либеральный консерватизм, христианская демократия, регионализм, проевропеизм                                                                 | Хунор Келемен                |                              |
|      | Социал-демократическая партия (Румыния)                  | СДП        | третий путь, левоцентризм, социал-демократия, социальный консерватизм, левый национализм, левый популизм, проевропеизм, евроатлантизм                                          | Сорин Гриндяну               | Сорин Гриндяну               |
|      | Альянс за союз румын                                     | АСР        | революционный национализм, консерватизм, правый популизм | Джордж Симион                | Джордж Симион                |
|      | Христианско-демократическая национал-цэрэнистская партия | ХДНЦП      | христианская демократия, социальный консерватизм, аграризм, антикоммунизм, евроскептицизм, монархизм                                                                           | Аурельян Павелеску           | Аурельян Павелеску           |
|      | Обновление европейского проекта Румынии                  | ОЕПР       | либерализм | Дачьян Чолош                 | Дачьян Чолош                 |
|      | Партия молодых людей                                     | ПМЛ        | правый популизм, суверенизм, румынский национализм, трампизм, антисистема, христианские правые                                                                                 | Анамария Гаврилэ             | Анамария Гаврилэ             |
|      | Партия Народного движения                                | ПНД        | консерватизм, христианская демократия, экономический либерализм, проевропеизм.                                                                                                 | Евгений Томак                | Евгений Томак                |
|      | Партия «Великая Румыния»                                 | ВР         | румынский национализм, популизм, реваншизм, евроскептицизм | Виктор Иович                 | Виктор Иович                 |
|      | Румынская экологическая партия                           | РЭП        | зеленый консерватизм, правый популизм, румынский национализм христианская демократия, протекционизм, мягкий евроскептицизм, социальный консерватизм, экономический национализм | Флорин Секара                | Флорин Секара                |
|      | Партия зелёных – Зелёные                                 | ПЗЗ        | зелёная политика, прогрессивизм, проевропеизм, зонтичная партия | Мариус Лазэр и Лавиния Косма | Мариус Лазэр и Лавиния Косма |

## История партийной системы Румынии
Радикальная реструктуризация политической системы Румынии началась после революции 1989 года, когда вся полнота власти перешла «Фронту национального спасения» (ФНС).
Сразу после революции, о себе заявили четыре «исторические» партии: Христианско-демократическая национал-цэрэнистская партия — преемница Национал-царанистской партии, Национал-либеральная партия и Социал-демократическая партия (СДПР), которые стали оппозицией ФНС, но сначало идея их возрождения не была столь популярной.
Первые парламентские и президентские выборы прошли в 1990 году, в котором безусловную победу одержали Ион Илиеску и Фронт национального спасения. В выборах принимали участие также исторические партии, среди которых была наиболее влиятельная Христианско-демократическая национал-цэрэнистская партия.
В этот момент в стране не было никаких демократических институтов. Руководство ФНС стремилось построить демократию на основе западных примеров, но это привело к трудным препятствиям. Тем не менее румынское общество продвигалось на пути осуществления политических реформ и отходу от авторитарной системы, которая унаследовалась от режима Николае Чаушеску. Партии в этот момент находились в зачаточном состоянии и скорее являлись группами, которые боролись за власть.
В результате давления оппозиции на Илиеску, был создан Временный совет национального единства (ВСНЕ), являющийся временным парламентом, в котором партии могли найти взаимопонимание. В него вошли практически все основные партии.
В 1992 году были проведены парламентские и президентские выборы, в результате которых Партия социальной демократии Румынии (ПСДР), основанная Илиеску, оказалась у власти; был создан парламент. К тому времени политические партии уже успели сформироваться. Многие из ПСДР были представителями прошлого социалистического режима, которые занимали руководящие посты первого и второго эшалона власти.
После выборов 2000 года прошла сильная реструктуризация политической системы Румынии: она прошла путь от двухпартийной системы, где две партии могут править альтернативно, привлекая ключевых союзников, к системе, где присутствует одна единая большая партия, не имеющая легитимных союзников и вынужденная править в меньшинстве. Как отметил Виктор Бабюк, эта система нестабильна и она ещё много раз меняться, приводя к реструктуризации внутри политических партий.
После президентских выборов 2000 года, в которых снова победил Илиеску, ПСДР и историческая СДПР объявили о слиянии в современную Социал-демократическую партию. 
Посткоммунистическая Румыния каждый раз перед выборами переживала борьбу двух основных политических партий: ПСДР против «Демократической конвенции Румынии» в 1992 и 1996 годах, ПСДР противостояла партии «Великая Румыния» в 2000 году, Социал-демократическая партия противостояла альянсу Демократической и Национал-либеральной партий в 2004 году, Социал-демократическая партия в союзе с Консервативной партией противостояла Демократическо-либеральной партии в 2008 году.
Особенностью партийной системы Румынии является неустойчивость и недолговечность политических партий. Она является крайне фрагментированной.